# Black Mafia
La Black Mafia fu un sindacato del crimine organizzato con base a Filadelfia, dedito inizialmente a piccole attività illegali, in seguito divenne particolarmente attivo nel settore del traffico della droga e delle estorsioni, rendendosi protagonista di diversi crimini tutt'oggi irrisolti e di più di 40 omicidi.
Tra i membri principali si ricordano: Samuel Christian, Ronald Harvey, Richard "Pork Chops" James, Donald "Donnie" Day, Robert "Bop Daddy" Fairbanks e Walter Hudgins.

## Storia
Fondata nel settembre 1968 da Samuel Christian, che in seguito alla conversione all'Islam diverrà Suleiman Bey, le operazioni della Black Mafia continuarono incessanti fino all'apice intorno al 1975.

### Declino
Il potere iniziale della Black Mafia iniziò a frammentarsi intorno alla metà degli anni '70. Nel settembre 1974 in un'operazione della polizia coordinata da agenti federali dell'antidroga in collaborazione con il Dipartimento di Giustizia, furono arrestati 21 membri e affiliati del gruppo criminale e questo segnò inesorabilmente un periodo fatto di alti e bassi. L'organizzazione si vide distruggersi dall'interno e frammentarsi in più piccole cellule disomogenee tra loro che tentarono attraverso le nuove generazioni di proseguire i traffici illeciti.
Il colpo fatale all'organizzazione fu dato dalla collaborazione di Charles Robinson, un attivista della comunità afroamericana, che temendo la cattiva influenza che avrebbe potuto avere la Black Mafia nella crescita della sua famiglia e soprattutto la possibile scoperta della provenienza dei suoi fondi datigli dalla BM per la sua campagna politica da parte delle autorità. Robinson non era membro, né affiliato diretto alla organizzazione, ma essendo in parentela con James Fox, di cui era cognato, che ne era un membro a tutti gli effetti, riceveva alcuni favori. Tuttavia, nel tempo, Fox si rivelò fare atti intimidatori contro la famiglia di Robinson, particolarmente contro sua madre, e questa fu anche una delle circostanze decisive che portarono l'uomo a offrire il proprio contributo alla giustizia.
In 21 giorni di indagini fatte di pedinamenti e intercettazioni ambientali, fu provata l'evidenza delle affermazioni di Robinson e ciò aprì le porte al processo ai membri della Black Mafia per i crimini di: spaccio di cocaina ed eroina, stupro e omicidio. Nel 1975, quindi, l'organizzazione fu dichiarata sciolta e il regno del terrore nei sobborghi neri di Philadelphia arrestato.

### La rinascita nella Junior Black Mafia
Intorno agli anni '80, le giovani generazioni delle famiglie una volta strette nella Black Mafia si misero d'accordo per la creazione della Junior Black Mafia. Non si trattava più di un'organizzazione criminale ma di una banda giovanile impegnata nella lotta ai malavitosi giamaicani che stavano prendendo il controllo del traffico di crack a Philadelphia.
In similiarità con la vecchia struttura, i giovani membri mostrarono ai rivali e alla giustizia un'inaudita ferocia sia per le intimidazioni che negli omicidi. Il capo della JBM fu trovato in Aaron Jones, oggi nel braccio della morte in un penitenziario della Pennsylvania, e dal suo arresto il gruppo si frammentò anch'esso.
Chi abbandonò la banda si dedicò ad altre attività, mentre altri preferirono mettersi sotto la tutela della famiglia di Filadelfia, una potente cosca mafiosa di Cosa nostra statunitense egemone in diversi settori nella metropoli.
Nel 2010, diverse fonti citarono la potenziale salita al potere di Russel Barnes come nuovo capo della banda, data la sua vicinanza al mondo della criminalità di Philadelphia e New York e per la capacità di rigenerazione e organizzazione dimostrata dal sindacato criminale nel corso del tempo.

## Vittime
Di seguito una lista degli omicidi comprovati della quale furono protagonisti membri della Black Mafia:
| Nome                           | Data | Modalità |
| ------------------------------ | ---- | --- |
| Richard James                  | 1969 | Morto di overdose in seguito all'ingerimento forzato di eroina per garantire il suo silenzio in caso di omicidio che sarebbe andato a processo.                 |
| Nathaniel Williams             | 1969 | Ucciso dopo aver contratto affari e in seguito truffato la Black Mafia.                                                                                         |
| Shane Albert                   | 1971 | Inserviente ucciso in una rapina in un negozio Dubrow. |
| Wardell Green                  | 1971 | Ucciso da Russell Barnes per motivi sconosciuti. |
| Velma Green                    | 1971 | Uccisa davanti alla propria porta, una settimana prima del processo per l'uccisione del fratello Wardell, cui avrebbe testimoniato.                             |
| Richard Harris                 | 1972 | Ucciso in un bar tra la 17ª e Dauphin Street, nel North Philadelphia dopo aver truffato Richard Smith in un affare per il traffico di stupefacenti.             |
| Richard Smith                  | 1972 | Ucciso in un parcheggio a 3700 Brown Street, in Philadelphia, come conseguenza dell'omicidio di Richard Harris e per aver truffato Tyrone Palmer nell'affare.   |
| Tyrone Palmer                  | 1972 | Ucciso in un agguato dal capo Samuel Christian fuori dal Club Harlem di Atlantic City in relazione agli omicidi Harris e Smith.                                 |
| Gilbert Satterwhite            | 1972 | Guardia del corpo di Tyrone Palmer, uccisa nell'agguato. |
| James Boatright                | 1972 | Ucciso per motivi sconosciuti a South Philadelphia. |
| Uccisione di 7 islamici Hanafi | 1973 | Uccisi da 7 affiliati della Black Mafia in seguito ad alcune controversie religiose e ideologiche con dei neri islamici.                                        |
| Major Coxson                   | 1973 | Ucciso in casa propria a Cherry Hill (New Jersey) da Ronald Harvey e altri per un affare di droga.                                                              |
| Charles Cooper                 | 1973 | Ucciso insieme ad altre due donne in un appartamento di West Philadelphia da Russell Barnes, per un contratto stipulato tra neri islamici e Black Mafia.        |
| Lita Luby                      | 1973 | Uccisa per rappresaglia in seguito alla morte del padre. |
| Hilton Stroud                  | 1973 | Ucciso a Camden (New Jersey) per aver intercettato un carico di droga destinato a Bo Baynes.                                                                    |
| Walter Tillman                 | 1973 | Ucciso a Camden (New Jersey) per aver intercettato un carico di droga destinato a Bo Baynes.                                                                    |
| Thomas Farrington              | 1973 | Ucciso dall'assassino professionista Charles Russell su commissione di George "Bo" Abney, nel contesto di una disputa per il controllo del mercato della droga. |
| Robert James                   | 1973 | Ucciso vicino a casa propria per motivi sconosciuti. |
| Joseph Borisch                 | 1973 | Ucciso in casa propria a Bala Cynwyd (Pennsylvania) per motivi sconosciuti.                                                                                     |
| John Clark                     | 1973 | Ucciso a Camden (New Jersey) in una disputa interna della Black Mafia.                                                                                          |
| George Abney                   | 1974 | Decapitato dalla Black Mafia in un affare di droga. |
| Jeremiah Middleton             | 1974 | Ucciso tra 19ª e Carpenter Street da Clarence Starks. |
| Charles Price                  | 1974 | Torturato e impiccato in prigione dopo le sue dichiarazioni contro la Black Mafia nel caso dell'omicidio Hanafi.                                                |
| Herschell Williams             | 1975 | Ucciso da Jo-Jo Rhone e Roy Hoskins in una disputa per la droga.                                                                                                |
| James Hadley                   | 1976 | Ucciso tra la 20ª e Pierce Street da Jo-Jo Rhone in una disputa.                                                                                                |
| Louis Gruby                    | 1976 | Ucciso in casa propria per aver testimoniato contro la Black Mafia in un caso di rapina.                                                                        |
| Yetta Gruby                    | 1976 | Uccisa insieme al marito. |
| Barry Kelly                    | 1980 | Ucciso per rappresaglia alla testimonianza del padre in un caso di rapina e sequestro.                                                                          |
| Frederick Armour               | 1980 | Ucciso da Larris Frazier in una disputa per il controllo del territorio.                                                                                        |